# Euphorbia germainii
Euphorbia germainii es una especie fanerógama perteneciente a la familia Euphorbiaceae. Es originaria de Chile.

## Taxonomía
Euphorbia germainii fue descrita por Rodolfo Amando Philippi y publicado en Linnaea 29: 40. 1857.
Etimología
Euphorbia: nombre genérico que deriva del médico griego del rey Juba II de Mauritania (52 a 50 a. C. - 23), Euphorbus, en su honor – o en alusión a su gran vientre –  ya que usaba médicamente Euphorbia resinifera. En 1753 Carlos Linneo asignó el nombre a todo el género.
germainii: epíteto otorgado en honor del entomólogo francés afincado en Chile; Philibert Germain (1827 - 1913) quien además de insectos, recolectó plantas en Brasil, Chile y Bolivia.